# Mercedes-Benz Vision R
Mercedes-Benz Vision R ist ein Konzeptfahrzeug von Mercedes-Benz, das im September 2004 vorgestellt wurde und später als Mercedes-Benz Baureihe 251 in Serie ging.

## Präsentation
Das Modell ist eine Weiterentwicklung vom Mercedes-Benz Vision GST und GST 2. Es wurde im Herbst 2004 auf dem Pariser Autosalon vorgestellt. Das Fahrzeug soll „verschiedene Fahrzeugkonzepte verbinden“ – wie sportliche Limousine, Kombi, Van und Sport Utility Vehicle (SUV). Laut Daimler „zeichnet sich das Fahrzeug durch Größe, Raumkomfort und Funktionalität aus und soll hohe Erwartungen hinsichtlich Leistung und Fahrdynamik erfüllen“.

## Merkmale
Das Modell hatte einen Sechszylinder-Dieselmotor mit einem Hubraum von 3000 Kubikzentimetern. Der Motor war laut Hersteller ein „Prototyp eines neuen V6-Dieselmotors mit Common-Rail-Direkteinspritzung und variablem Turbolader“. Die Motorleistung wurde über ein Sieben-Gang-Automatikgetriebe auf alle vier Räder übertragen.
Das Fahrzeug ist eine Variante vom Vision GST 2 für den europäischen Markt und unterscheidet sich von ihm durch einen um 23,5 Zentimeter kürzeren Radstand (insgesamt 2,98 Meter). Das maximale Drehmoment beträgt 510 Newtonmeter und der Kraftstoffverbrauch weniger als neun Liter je 100 Kilometer.
Das Modell ist ein 4+2-Sitzer, das Platzangebot „soll das einer Oberklasselimousine übertreffen“. Der Innenraum besteht größtenteils aus Leder, Zierelemente bestehen aus Eschenholz und Aluminium.